# Теорема Вайнберга о связи полей с частицами
Теорема Вайнберга о связи полей с частицами — утверждение о связи между видом фурье-образов квантованных полей и операторами рождения и уничтожения частиц положительной массы. Доказана С. Вайнбергом в 1964 году . Следствием этой теоремы являются зависимость типов полей от спина их квантов. При добавлении условия неприводимости поля по отношению к группе Пуанкаре можно получить уравнение Дирака для электрона, Вейля для нейтрино, Максвелла для фотона.

## Формулировка
Для частиц положительной массы фурье-образы квантованных полей связаны с операторами рождения и уничтожения частиц линейными соотношениями:
{\displaystyle \alpha _{\sigma }(p)=\sum _{\tau =-j}^{j}X_{\sigma \tau }(p)a_{\tau }(p),}
{\displaystyle \beta _{\sigma }^{+}(p)=\sum _{\tau =-j}^{j}Y_{\sigma \tau }(p)b_{\tau }^{+}(p).}

## Пояснения
Оператор {\displaystyle a_{\sigma }(p)^{+}} является оператором рождения новой частицы с импульсом {\displaystyle p} и состоянием поляризации {\displaystyle \sigma }. Оператор {\displaystyle a_{\sigma }(p)} является оператором уничтожения существующей частицы с импульсом {\displaystyle p} и состоянием поляризации {\displaystyle \sigma }. Оператор {\displaystyle b_{\sigma }(p)^{+}} является оператором рождения новой античастицы с импульсом {\displaystyle p} и состоянием поляризации {\displaystyle \sigma }. Оператор {\displaystyle b_{\sigma }(p)} является оператором уничтожения существующей античастицы с импульсом {\displaystyle p} и состоянием поляризации {\displaystyle \sigma }. Состояние поляризации {\displaystyle \sigma } может принимать значения {\displaystyle \sigma =-j,-j+1,..,j-1,j}, где {\displaystyle j} — спин квантов поля. Эти операторы удовлетворяют перестановочным соотношениям:
{\displaystyle [a_{\sigma }(p),a_{\tau }^{+}(p)]_{\pm }=\delta _{\sigma \tau }\delta (p-p'),}
{\displaystyle [b_{\sigma }(p),b_{\tau }^{+}(p)]_{\pm }=\delta _{\sigma \tau }\delta (p-p').}
Выражения {\displaystyle \alpha _{\sigma }(p)} и {\displaystyle \beta _{\sigma }^{+}(p)} обозначают фурье-образы квантованного поля {\displaystyle \psi _{\sigma }(x)}, из формулы
{\displaystyle \psi _{\sigma }(x)={(2\pi )}^{-{\frac {3}{2}}}\int \left\{\alpha _{\sigma }(p)e^{-i(px)}+\beta _{\sigma }^{+}e^{i(px)}\right\}\delta (p^{2}-m^{2})\theta (p^{0})dp,}
где {\displaystyle (px)=p^{0}x^{0}-p^{1}x^{1}-p^{2}x^{2}-p^{3}x^{3}}, функция {\displaystyle \theta (p^{0})} равна единице при {\displaystyle p^{0}>0} и нулю при {\displaystyle p^{0}<0}. Выражения {\displaystyle X_{\sigma \tau }(p)} и {\displaystyle Y_{\sigma \tau }(p)} обозначают коэффициенты, однозначно вычисляемые при помощи использования свойств преобразований квантованных полей относительно группы Лоренца.

### Следствия
С использованием сформулированной выше теоремы Вайнберга о связи полей с частицами  может быть доказана, как следствие, Теорема Паули.